# Bohdan Jezierski
Bohdan Jan Jezierski (ur. 12 lipca 1929 w Warszawie, zm. 17 sierpnia 2015 tamże) – polski architekt i urbanista.

## Życiorys
Syn Franciszka i Marii. Studiował architekturę na Politechnice Warszawskiej. W czasie studiów związał się z Biurem Odbudowy Stolicy w Warszawie. Pracował pod kierownictwem arch. Eleonory Sekreckiej. Zajmował się projektowaniem budynków użyteczności publicznej, mieszkaniowo-usługowych oraz osiedli mieszkaniowych. Bez powodzenia ubiegał się o mandat poselski w okręgu warszawskim w 1993 z listy Konfederacji Polski Niepodległej oraz w 1997 z listy Krajowego Porozumienia Emerytów i Rencistów.
Zmarł 17 sierpnia 2015 roku. Został pochowany na Starych Powązkach w Warszawie.

## Projekty
- budynki w Marszałkowskiej Dzielnicy Mieszkaniowej: Waryńskiego 9 (współprojektowanie), Waryńskiego 3, al. Wyzwolenia (koncepcja zabudowy), pl. Na Rozdrożu, kino „Luna”[1]
- osiedle „Ustronie” w Radomiu[1]
- osiedle im. Chopina w Lublinie[1]
- Osiedle Jana Zamoyskiego w Zamościu (Nowe Miasto II - w ramach PR-5)[1]